# Partido Comunista Obrero Español (1973)
El Partido Comunista Obrero Español (PCOE) es un partido político comunista español de ideología marxista-leninista fundado por Enrique Líster en 1973, tras su salida del Partido Comunista de España. Ante la postura eurocomunista del PCE, un sector de dicha organización decidió fundar el PCOE, de línea prosoviética. En 1986, tras la expulsión de Santiago Carrillo del PCE, Líster y otros 10 000 militantes regresaron al PCE y anunciaron la disolución del PCOE; aunque un sector minoritario del PCOE se opuso.
Actualmente el PCOE está liderado por Francisco Barjas, que fue elegido secretario general en el XIV Congreso, celebrado en abril de 2010. Años antes de dicho Congreso, y especialmente durante el transcurso de este, el PCOE llevó a cabo una intensa autocrítica hacia su pasado. El PCOE edita la revista teórica Teoría Socialista, así como el periódico Análisis; además, sus órganos regionales y provinciales emiten mensualmente un panfleto conocido como Hoja Roja.[cita requerida]
En Cataluña, el PCOE recibe el nombre de Partit Comunista Obrer de Catalunya (PCOC).

## Fundación
El PCOE fue fundado por el general Enrique Líster, veterano militar de la guerra civil española y la Segunda Guerra Mundial, con el objetivo de mantener la ideología marxista-leninista del Partido Comunista de España (PCE) que, liderado entonces por Santiago Carrillo, había asumido una línea política eurocomunista.
En 1976, el PCOE anunció su intención de unirse a la Oposición de Izquierdas del PCE (OPI) y justificó su posición por los acontecimientos ocurridos en Checoslovaquia en agosto de 1968, en los que el PCE condenó la intervención en el país centroeuropeo de tropas del Pacto de Varsovia. No obstante, reconoció que las divisiones ideológicas tenían un origen anterior.
El PCOE fue legalizado el 31 de octubre de 1977, coincidiendo con la entrega del pasaporte a Enrique Líster para su regreso a España desde la URSS, donde vivía exiliado desde el final de la guerra civil española. No obtuvo representación parlamentaria en las sucesivas consultas electorales.

## Reintegración en el PCE
En 1985, la nueva dirección del PCE encabezada por Gerardo Iglesias decide expulsar a Santiago Carrillo y sus acólitos son destituidos de los órganos de dirección, y poco después se funda la Plataforma Cívica por la Salida de España de la OTAN, que finalmente daría lugar a la fundación de Izquierda Unida.
En este contexto, el Comité Central del PCOE, encabezado por Líster, negoció con el PCE su reintegración y disolución en dicho partido, en un Congreso Extraordinario que se celebró finalmente los días 18, 19 y 20 de abril, y en el que participaron 250 delegados del PCOE en representación de 10 000 militantes del partido.

## En la actualidad

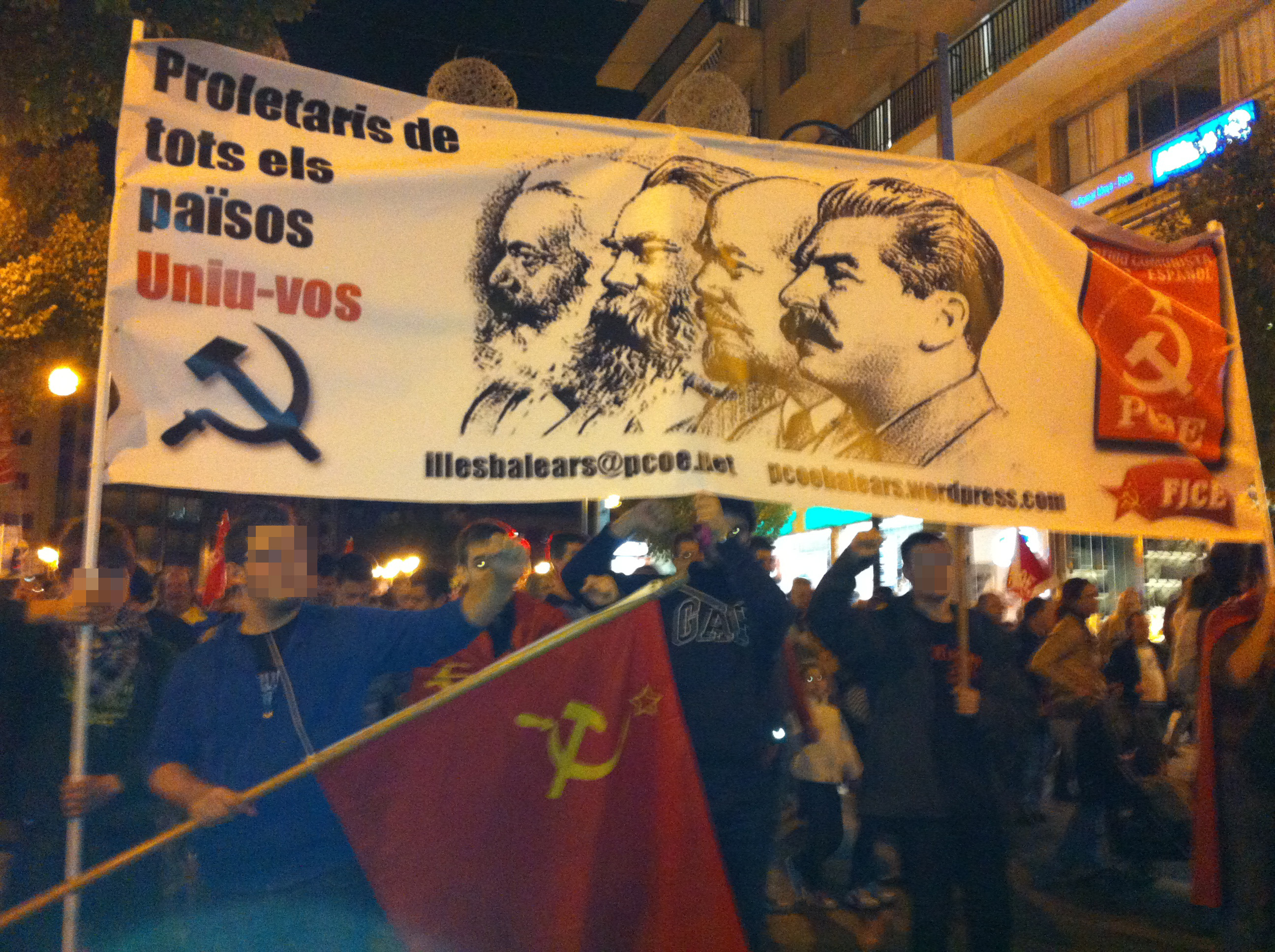
Pancarta del PCOE en Palma de Mallorca durante la huelga general del 14 de noviembre de 2012.

El PCOE celebró su XIV Congreso el 17 de abril de 2010, del cual salió elegido Francisco Barjas como nuevo secretario general, joven trabajador en activo y secretario del comité de empresa donde trabaja.[cita requerida]
El PCOE rechazó su participación en las últimas elecciones, considerando prioritario todos los esfuerzos encaminados en el fortalecimiento de la organización y la creación de un amplio frente de masas por el socialismo. Ha fortalecido posiciones en Sevilla, Barcelona, Gerona, Córdoba y Madrid.[cita requerida]
Esta organización mantiene la web "Iskra Digital", así como su órgano de prensa "Análisis" y su revista teórica "Teoría Socialista". El PCOE mantiene relaciones internacionales con numerosos partidos de la antigua URSS, así como con el Partido Comunista de Cuba (PCC), Partido del Trabajo de Corea , y numerosas organizaciones obreras de Europa, América Latina y África.[cita requerida]
Según su página web, el PCOE cuenta en la actualidad con estructura en las provincias de Sevilla, Madrid, Vizcaya, Pontevedra, Granada, Málaga, Castellón, Valladolid, Oviedo, Santander, Toledo, Zaragoza, Córdoba, Cataluña, La Coruña y Moraleja de las Panaderas.
En el movimiento obrero apuestan por la Asamblea de Comités, Delegados y Trabajadores (ACDT) y por los sindicatos afines a la Federación Sindical Mundial (FSM).

## Resultados electorales

### Elecciones generales
| Año                                    | Votos  | %    |
| -------------------------------------- | ------ | ---- |
| Generales de 1982                      | 25 830 | 0,12 |
| Generales de 2015                      | 1909   | 0,01 |
| Elecciones generales de España de 2016 | 1822   | 0,01 |
| Generales de 2019 (I)                  | 9904   | 0,03 |
| Generales 2019 (II)                    | 9664   | 0,04 |

### Elecciones autonómicas
| Año                                           | Votos | %    |
| --------------------------------------------- | ----- | ---- |
| Elecciones al Parlamento de Andalucía de 2018 | 3205  | 0,09 |